# Diffembach-lès-Hellimer
Diffembach-lès-Hellimer là một xã trong tỉnh Moselle, vùng Grand Est đông bắc nước Pháp.